# 13-й кавалерийский корпус
13-й стрелковый корпус — воинское соединение в вооружённых силах СССР во время Великой Отечественной войны.

## История
Сформирован на основании директивы Ставки ВГК № 005698 от 14 декабря 1941 года в январе 1942 года на Волховском фронте. В корпус были сведены кавалерийские дивизии, которыми располагал фронт к третьей декаде января 1942 года.
В составе действующей армии с 22 января по 28 июля 1942 года.
В ночь на 25 января 1942 года корпус был передан из резерва фронта во 2-ю ударную армию, где он стал основой ударной группировки войск армии, предназначенной для развития наступления в ходе наступления Любанской наступательной операции.
В этот же день части корпуса начали втягиваться в прорыв у Мясного Бора, созданный стрелковыми частями. В корпус вошла также 366-я стрелковая дивизия, и с 26 января 1942 года корпус развил наступление в северо-западном направлении. Корпус быстро продвигался, сбивая вражеские заслоны, уже 26 января 1942 года захватил Новую Кересть в 14 километрах от Мясного Бора, на следующий день — Глухую Кересть, Финев Луг, тем самым перерезав железную дорогу Новгород — Ленинград, 27 января 1942 года деревню Ольховка и село Вдицко. К началу февраля 1942 года корпус продвинулся за реку Кересть на расстояние до 15 километров, и развернулся по фронту, развивая наступление шириной 30-40 километров.
На левом фланге корпуса действовала 25-я кавалерийская дивизия, освободившая деревни Поддубье, Кубалово, Пустое и Жилое Рыдно, Замежье, Березницы, Старое и Новое Почепово, Заручье, Корешно, Веряжино, Панышино. 87-я кавалерийская дивизия достигла рубежей у деревень Вережино, Паншино, Филипповичи и с большими потерями продвигалась к Любани, освободив Тигодский завод и Червино и остановившись у деревни Красная Горка, неподалёку (приблизительно в 15 километрах) от Любани, где оборону противника прорвать не удалось. 18 февраля 1942 года к Красной Горке подошла 80-я кавалерийская дивизия и чуть позднее 1100-й стрелковый полк 327-й стрелковой дивизии. Они, вместе с 39-м и 42-м лыжными батальонами и ротой 7-й гвардейской танковой бригады составили передовой отряд корпуса, который с 19 февраля 1942 перешёл в наступление, на следующий день прорвал оборону противника и двинулся к Любани.
Однако, главные силы корпуса оставались у основания прорыва: 87-я кавалерийская дивизия завязла в боях на рубеже Крапивно — Червинская Лука, 25-я кавалерийская дивизия расширяла зону прорыва. Немецкое командование стянуло резервы к прорыву и 27 февраля 1942 года отрезали передовой отряд от основных сил. Вместе с тем, силы корпуса (а также подошедшие советские резервы) у основания прорыва подвергались постоянному и сильному авиационному воздействию, что делало невозможным их ввод в бой. В конечном итоге, окружённые части в ночь с 8 на 9 марта 1942 года вышли к своим.
Корпус не прекращал атаковать противника в Красной Горке, сумел взять деревню во второй декаде марта 1942 года, но на этом успехи закончились. Сильно поредевшие дивизии корпуса (как в людях, так и в конском составе) были отведены в село Вдицко.
В апреле 1942 года, после того, как были восстановлены коммуникации 2-й ударной армии, закрытые с 19 марта 1942 года, оставшихся коней начали выводить из окружения, а личный состав корпуса оставался в районе Вдицко, в глубине обороны. К 4 мая 1942 года остававшийся личный состав корпуса отошёл в район Финева Луга, а затем и вовсе начал выход на восточный берег Волхова, куда к 16 мая 1942 года была выведена большая часть кавалеристов.
Во время операции по выводу из окружения 2-й ударной армии, с начала июня 1942 года дивизии корпуса в пешем строю, сведённые каждая в два полка, брошены в бой с целью ликвидации извне кольца окружения, созданного вокруг 2-й ударной армии 30 мая 1942 года и вплоть до конца июня ведут бои, в ходе которых периодически на короткое время удавалось прорывать небольшие коридоры, через которые выходили войска 2-й ударной армии.
С начала июля 1942 года за счёт кавалерийских дивизий начали пополняться стрелковые части Волховского фронта и 28 июля 1942 года управление корпуса было расформировано.

## Боевой состав
| Дата       | Фронт                                                      | Армия             | В составе (кавалерийские)                                                                                           | Другие части                                                                             | Примечания |
| ---------- | ---------------------------------------------------------- | ----------------- | --- | ---------------------------------------------------------------------------------------- | ---------- |
| 01.02.1942 | Волховский фронт                                           | 2-я ударная армия | 25-я кавалерийская дивизия 80-я кавалерийская дивизия 87-я кавалерийская дивизия                                    | 18-й отдельный дивизион связи                                                            | -          |
| 01.03.1942 | Волховский фронт                                           | 2-я ударная армия | 25-я кавалерийская дивизия 80-я кавалерийская дивизия 87-я кавалерийская дивизия 101-й отдельный кавалерийский полк | 18-й отдельный дивизион связи 87-я полевая почтовая станция 959-я полевая касса Госбанка | -          |
| 01.04.1942 | Волховский фронт                                           | 2-я ударная армия | 25-я кавалерийская дивизия 80-я кавалерийская дивизия 87-я кавалерийская дивизия                                    | 18-й отдельный дивизион связи 87-я полевая почтовая станция 959-я полевая касса Госбанка | -          |
| 01.05.1942 | Ленинградский фронт (Группа войск Волховского направления) | 2-я ударная армия | 25-я кавалерийская дивизия 80-я кавалерийская дивизия 87-я кавалерийская дивизия                                    | 18-й отдельный дивизион связи 87-я полевая почтовая станция 959-я полевая касса Госбанка | -          |
| 01.06.1942 | Ленинградский фронт (Волховская группа войск)              | -                 | 25-я кавалерийская дивизия 80-я кавалерийская дивизия 87-я кавалерийская дивизия                                    | 18-й отдельный дивизион связи 87-я полевая почтовая станция 959-я полевая касса Госбанка | -          |
| 01.07.1942 | Ленинградский фронт (Волховская группа войск)              | -                 | 25-я кавалерийская дивизия 80-я кавалерийская дивизия 87-я кавалерийская дивизия                                    | 18-й отдельный дивизион связи 87-я полевая почтовая станция 959-я полевая касса Госбанка | -          |

## Командование
- Гусев, Николай Иванович с 20 января по 26 июня 1942 года, генерал-майор
- Трантин, Василий Фомич с 30 июня по 28 июля 1942 года, генерал-майор